# Камень-Поморський (гміна)
Гміна Камень-Поморський (пол. Gmina Kamień Pomorski) — місько-сільська гміна у північно-західній Польщі. Належить до Каменського повіту Західнопоморського воєводства.
Станом на 31 грудня 2011 у гміні проживало 14655 осіб.

## Територія
Згідно з даними за 2007 рік площа гміни становила 208.57 км², у тому числі:
- орні землі: 64.00%
- ліси: 10.00%

Таким чином, площа гміни становить 20.72% площі повіту.

## Населення
Станом на 31 грудня 2011:
| Опис     | Загалом | Загалом | Чоловіки | Чоловіки | Жінки | Жінки |
| -------- | ------- | ------- | -------- | -------- | ----- | ----- |
| одиниця  | осіб    | %       | осіб     | %        | осіб  | %     |
| все      | 14655   | 100     | 7139     | 48.71    | 7516  | 51.29 |
| міське   | 9274    | 100     | 4455     | 48.04    | 4819  | 51.96 |
| сільське | 5381    | 100     | 2684     | 49.88    | 2697  | 50.12 |

## Сусідні гміни
Гміна Камень-Поморський межує з такими гмінами: Волін, Ґольчево, Дзівнув, Свежно.